# Motorola (wielerploeg)

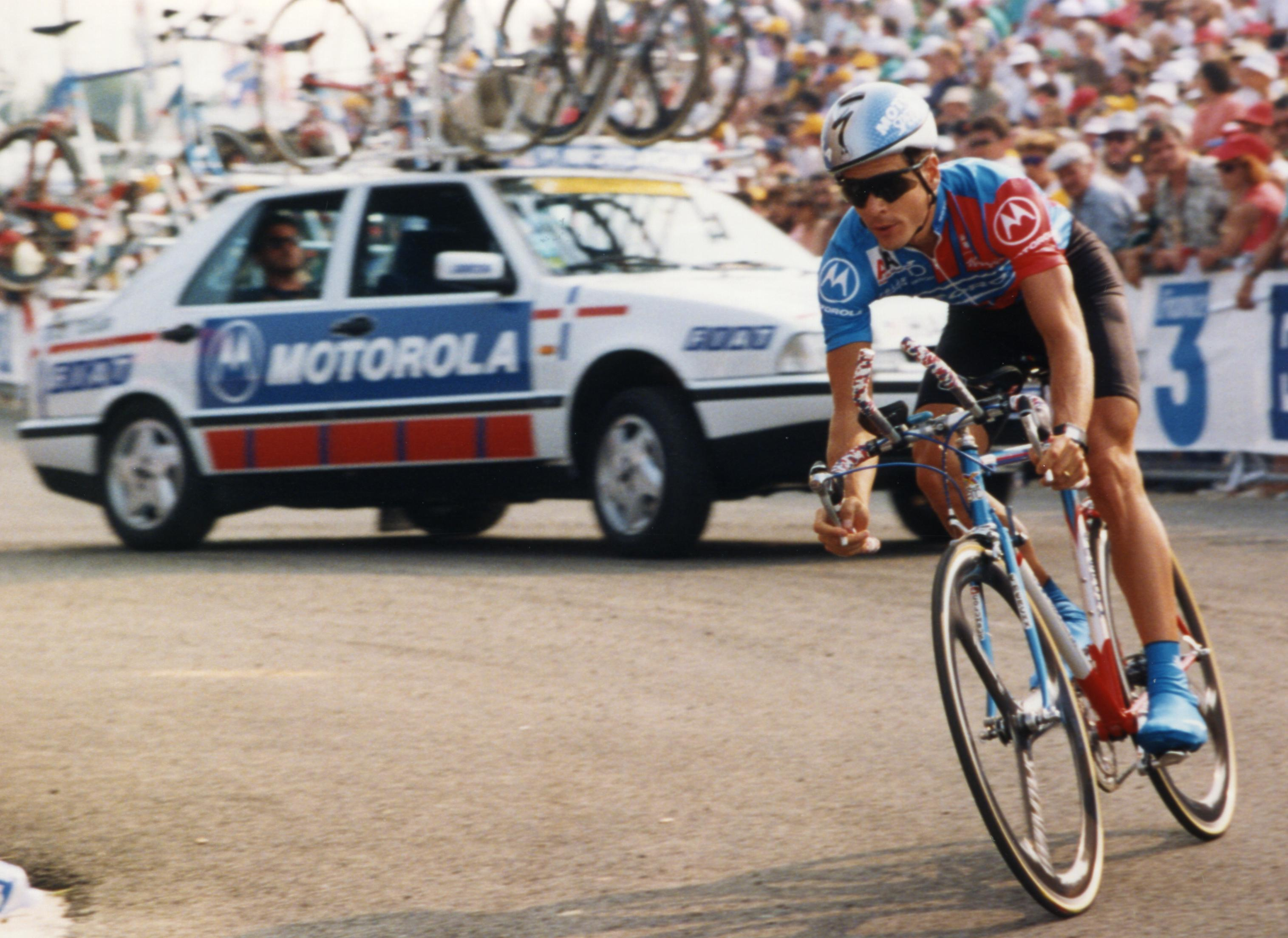
Andy Hampsten, rijdend voor Motorola

Motorola was een Amerikaanse wielerploeg. Manager was Jim Ochowicz. De Motorola-ploeg werd opgericht in 1991 en was een voortzetting van de 7 Eleven-Hoonved-ploeg. De ploeg heeft zes jaar bestaan. 

## Geschiedenis
Sponsor Motorola is een Amerikaans elektronicabedrijf. Het bedrijf experimenteerde als eerste met het gebruik van zend- en ontvangstapparatuur in de koers (de zogenaamde "oortjes"), waarmee renners contact kunnen houden met de sportdirecteur in de volgwagen. Later volgden alle grote ploegen dit voorbeeld. Groot succes behaalde de ploeg in de beginperiode, met de Amerikaan Andy Hampsten in het hooggebergte. Hampsten eindigde een aantal keer hoog in het algemeen klassement van de Ronde van Frankrijk en won de etappe naar Alpe d'Huez in 1992. 
Het Motorola-team was de ploeg waar Lance Armstrong van 1992 tot 1996 onder contract stond. Verder reed een Phil Anderson op leeftijd nog tot 1994 bij de Motorolaploeg. De Australiër was een goed klassiek renner in de jaren 80. Ook reed Fabio Casartelli bij Motorola toen hij tijdens de Ronde van Frankrijk 1995 ten val kwam en overleed. De Brit Sean Yates, reeds in de herfst van zijn wielerloopbaan, en Armstrongs toenmalige goede vriend Frankie Andreu, zijn de enige renners die van begin tot eind bij Motorola hebben gereden. Het duo reed eerder ook bij 7 Eleven. Nederlanders die voor de Motorolaploeg waren Max van Heeswijk, Wiebren Veenstra en Michel Zanoli. Ook de Belgen Axel Merckx, Michel Dernies en Greg Moens reden voor dit team. Hennie Kuiper was enige jaren ploegleider bij Motorola.
In 1996 trok Motorola zich terug als sponsor in de wielersport.

## Ploegen per jaar
- Ploeg in 1996

Amerikaanse wielerploeg Motorola: 1991–1996
Alvis · Anderson · Andreu · Bauer · Bishop · Carter · Dahlberg · Hampsten · Harper · Kiefel · Lauritzen · McKinley · Roll · Tomac · Walton · Yates · Zimmermann
Alvis · Anderson · Andreu · Armstrong · Baker · Bauer · Bay · Bishop · Dernies · Hampsten · Kiefel · Larsen · Lauritzen · Moens · Schur · Sciandri · Stenersen · Walton · Yates · Zanoli · Zimmermann
Alvis · Anderson · Andreu · Armstrong  · Bauer · Bay · Bishop · Dernies · Hampsten · Hundertmarck · Larsen · Manin · Mejía · Moens · Schur · Sciandri · Stenersen · Yates
Alcalá · Alvis · Anderson · Andreu · Armstrong  · Bauer · Dernies · Fraser · Hampsten · Hincapie · Hundertmarck · Larsen · Mejía · Ozers · Rampollo · Schur · Smith · Stenersen · Swart · Yates · Moerenhout (stagiair) · van Heeswijk (stagiair)
Andreu · Armstrong · Bauer · Casartelli  (tot 18/07) · Dernies · Fraser · Hincapie · Julich · Livingston · Mejía · Merckx · Ozers · Peron · Stenersen · Swart · van Heeswijk · Veenstra · Weltz · Yates · Zamana
Andreu · Armstrong · Fraser · Hincapie · Julich · Livingston · Madouas · Merckx · Montoya · Ozers · Peron · Randolph · Sciandri · Thibout · van Heeswijk · Vanzella · Yates